# Raión de Znamianka
Známyanka (en ucraniano: Знам'янський район) es un raión o distrito de Ucrania en el óblast de Kirovogrado. 
Comprende una superficie de 1334 km².
La capital es la ciudad de Známyanka.

## Demografía
Según estimación 2010 contaba con una población total de 30232 habitantes.

## Otros datos
El código KOATUU es 3522200000. El código postal 27400 y el prefijo telefónico +380 5233.